# Shocking Loud Voice
Shocking Loud Voice è una raccolta dei Dazzle Vision, pubblicata il 4 maggio 2012.

## Il disco
L'album contiene 10 tracce: sette remix, due inediti e una versione dal vivo di Sora Hasama (空迫?), brano del primo album della band, Origin of Dazzle. L'inedito, The Second (セカンド?) fu pubblicato digitalmente come singolo il 31 marzo 2012; un secondo singolo, This Is What Rock n' Roll Looks Like, non presente nell'album, vede la collaborazione del cantante statunitense Ivan Moody, leader dei Five Finger Death Punch.
Questo è l'ultimo album della band con John alla chitarra, prima del suo ritiro forzato a causa di gravi problemi di salute.

## Lista tracce
1. The Second (セカンド?)
2. Child be found of... (remix)
3. Sora Hasama (Live ver.) (空迫（Live ver.）?)
4. VISION (remix)
5. HERE (remix)
6. left to cry there (remix)
7. Take my hand
8. Eternity (remix)
9. Miss Cinderella (remix)
10. Camellia (remix)

## Formazione
- Maiko – voce
- John – chitarra
- Takuro – basso, tastiere
- Haru – batteria